# Réthy Béla (gyógyszerész)
Réthy Béla (Szarvas, 1862. december 24. – Békéscsaba, 1935. december 22.) magyar gyógyszerész, a pemetefű cukorka megalkotója.

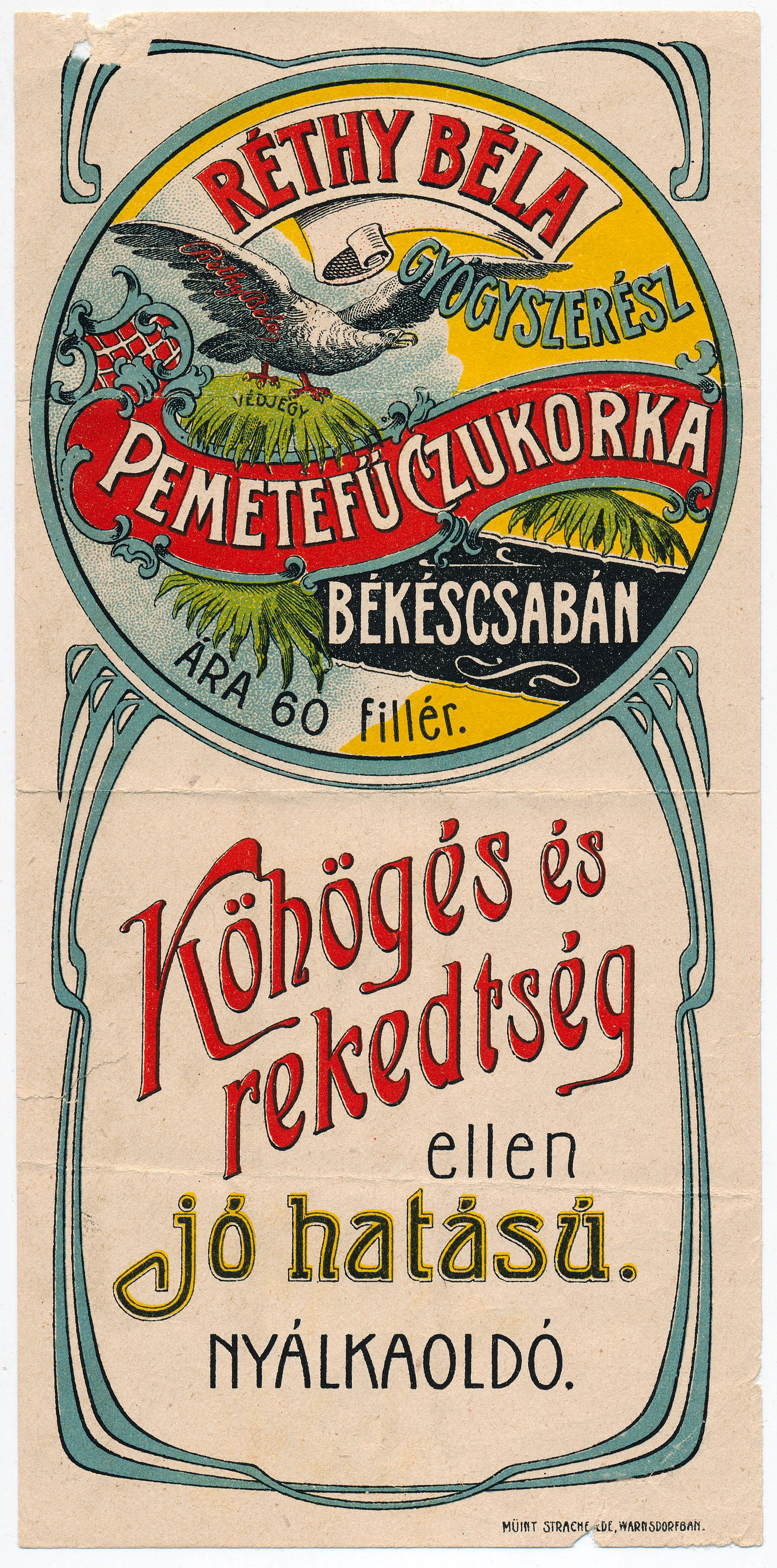
Réthy-féle pemetefű cukorka korabeli reklámon (1905)

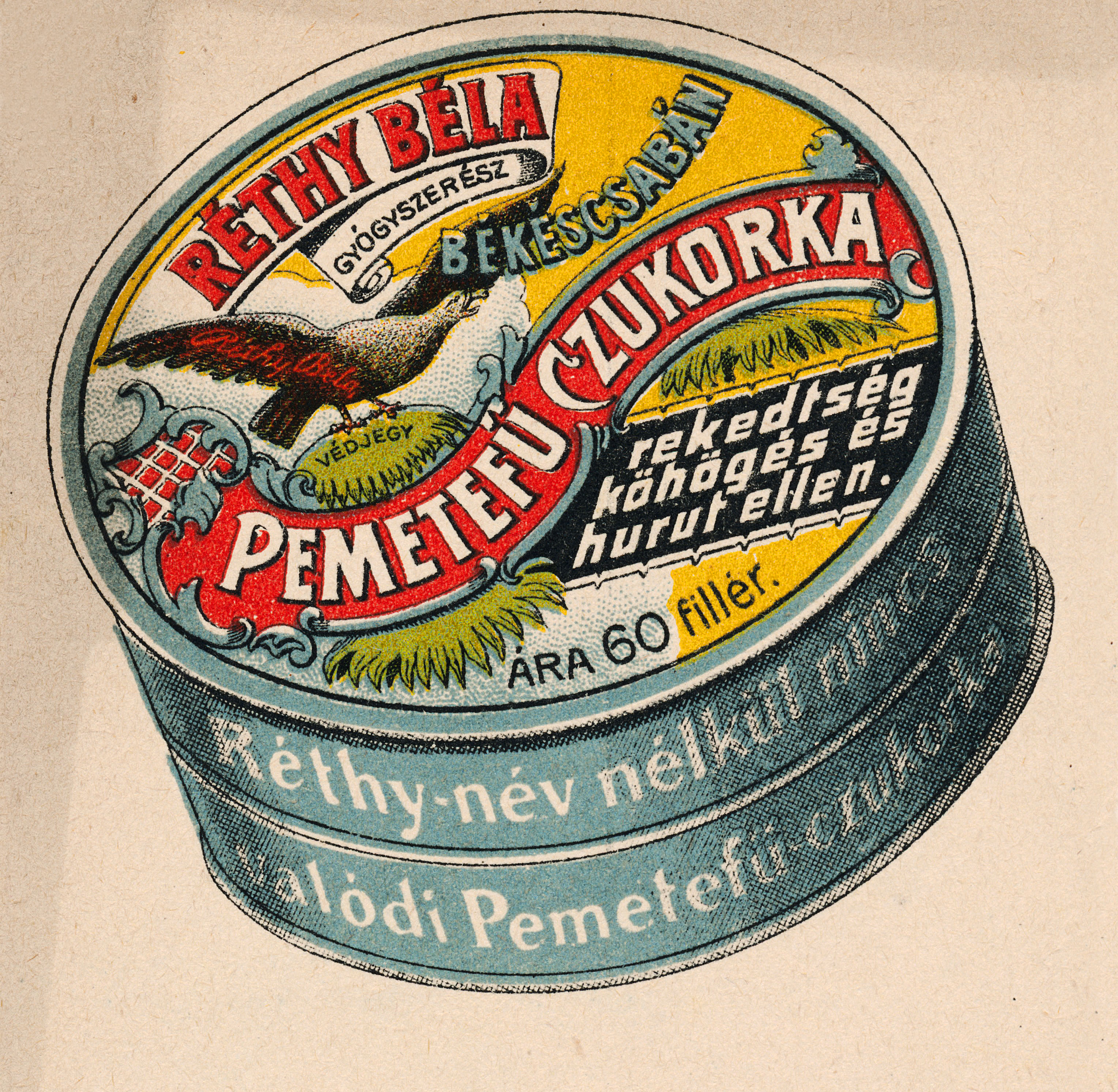
Réthy-féle pemetefű cukorka eredeti fémdobozos csomagolása (1907)

## Életpályája
Nagyapja Schlotterbeck Kristóf Németországból Szarvasra telepedett kereskedő volt, nagyanyja a lengyel születésű Scarski Rozália, akik vaskereskedést tartottak fenn az alföldi mezővárosban. Édesapja, született Schlotterbeck Vilmos 1844-ben vette fel a "Réthy" nevet.
Szegény sokgyermekes család gyermekeként, hamar önálló lábra kellett állnia, bár imádott tanulni, a tudás-szomja ahogy mondták akkoriban: olthatatlan volt. Mégis az ötödik gimnáziumi osztály elvégzése után inasnak kellett állnia, és Ternajgó Cézár újaradi gyógyszerészhez került. 1880-ban gyakornoki vizsgát tett, s Varságh Béla békéscsabai gyógyszerészhez került. 1881-ben visszatért Aradra, ahol Rozsnyay Mátyás patikájában dolgozott. Egyetemi tanulmányait Budapesten végezte 1882-től, ahol egyebek között Than Károly tanította. 1884-ben Békéscsabán telepedett le, újból s Varságh Béla békéscsabai gyógyszerész ma is álló patikájában kezdte friss diplomás működését. Takarékos, szerény életvitele, és szorgalma révén, amikor változás állt be a patika élén, kezdetben bérlője lett, később tulajdonosa lett ennek a patikának. 1888-ban Kétegyházán Vöröskereszt nevű gyógyszertárat alapította, de ezt később eladta. 1891-ben Pásztón is bérelt egy ideig patikát.

### A pemetefű cukorka
Még az egyetemen megkedvelte laboratóriumi munkát Than Károlynak köszönhetően. A pemetefű cukorka összetételének gondolata is ilyen egyetemi laboratóriumi tevékenység közben született meg. A köztudottan teaként is igen keserű gyógynövény, a pemetefű jótékony hatása a hurutos megbetegedések terén elvitathatatlan. A gyógynövény eszenciájának felhasználásával készült, és a Réthy által kialakított kellemes ízűvé szelídült gyógycukorka népszerűsége messze meghaladta a kis vidéki gyógyszertár falait. Iparággá nőtte ki magát, sőt idővel a patika közelében cukorkagyár is létesült.
Sok más készítmény, sőt többféle gyógycukorka, ruhafesték, ételeszencia, vanill tabletta került forgalmazásra, de a Réthy-féle pemetefű cukorka az egyik legismertebb és legkedveltebb, és legkeresettebb terméke volt a Monarchia idején, és maradt a két háború közötti időszakban is. 1922-ben adta át fiainak a gyógyszertárat és a laboratóriumot, s haláláig gazdálkodással foglalkozott.

### Gyártása
Réthy halála után (1935) fiai vették át úgy a patika, mint az üzem irányítását, és vitték tovább a Réthy család hírnevét sikerrel. A háború utolsó szakaszában állt meg egyedül a termelés, amikor 1944 második felében a bombázások Békéscsabát is érintették. Majd kétévnyi leállást követően a hadifogságokból hazatért családtagok áldozatos munkája révén indult újra a termelés 1946-ban. A politikai közhangulatból sejteni lehetett, hogy elkerülhetetlenen az államosítást. Úgy gondolták az a folyamat a nagyüzemeket, húsz főnél több személyt foglalkoztató közepes vállalkozásokat érintheti, ha bekövetkezik. A vártnál korábban, és mindenkire kiterjesztve következett be a legrosszabb fordulat. Bármennyire is csökkentették az kisüzem létszámát (húsz fő alá), az államosítás a Réthy család gyárát és patikáját is érintette. 1949. július 30-án hajnalban a megbízott politikai vezetés, katonai segédlettel vette állami kézbe az ingatlanokat, a berendezéseket, a raktárkészletet, és a kész termékeket egyaránt, az éppen aktuális kasszával együtt. Réthy család mindent elvesztett. Miután váratlanul érte a kommunista rekvirálás az üzem működését, a hamarosan elfogyó eszencia receptjét kezdték követelni a családtól, a szakmához nem-igen értő, új politikai vezetők, akik még a családtagok megfenyegetésétől sem riadtak vissza, de a valódi receptet soha sem kapta meg a gyár kommunista vezetése. A termelés nem állt meg, s hozzávetőleges recept alapján készült a pemetefű cukorka silányabb minőségben és a Réthy patikus nevének elhagyásával. Kezdetben a régihez hasonló fémdobozos csomagolással tudták szállítani, a közben a Kőbányai Cukorkagyár Nemzeti Vállalathoz integrált békéscsabai gyáregységben készült termékeket. A hiánygazdálkodás időszakában a kerek pléhdobozos csomagolás mellett megjelent a papírdobozos olcsóbb változat is. 1989 után a menet közben szünetelő termelés újra indult, de ekkor sem állt rendelkezésre a békebeli eszencia pontos összetétele. Részben az egykori gyártósoron (1948 előtt) dolgozók megkérdezésével rekonstruált recept alapján készül újból 2005 óta, papírdobozos és fémdobozos változatban az egykor Réthy által fogyaszthatóvá szelídített igen keserű gyógynövény, közkedvelt cukorka formában, hogy természetes és mindennapos segítsége legyen a nehéz megfázásos időszakoknak.

## Galéria

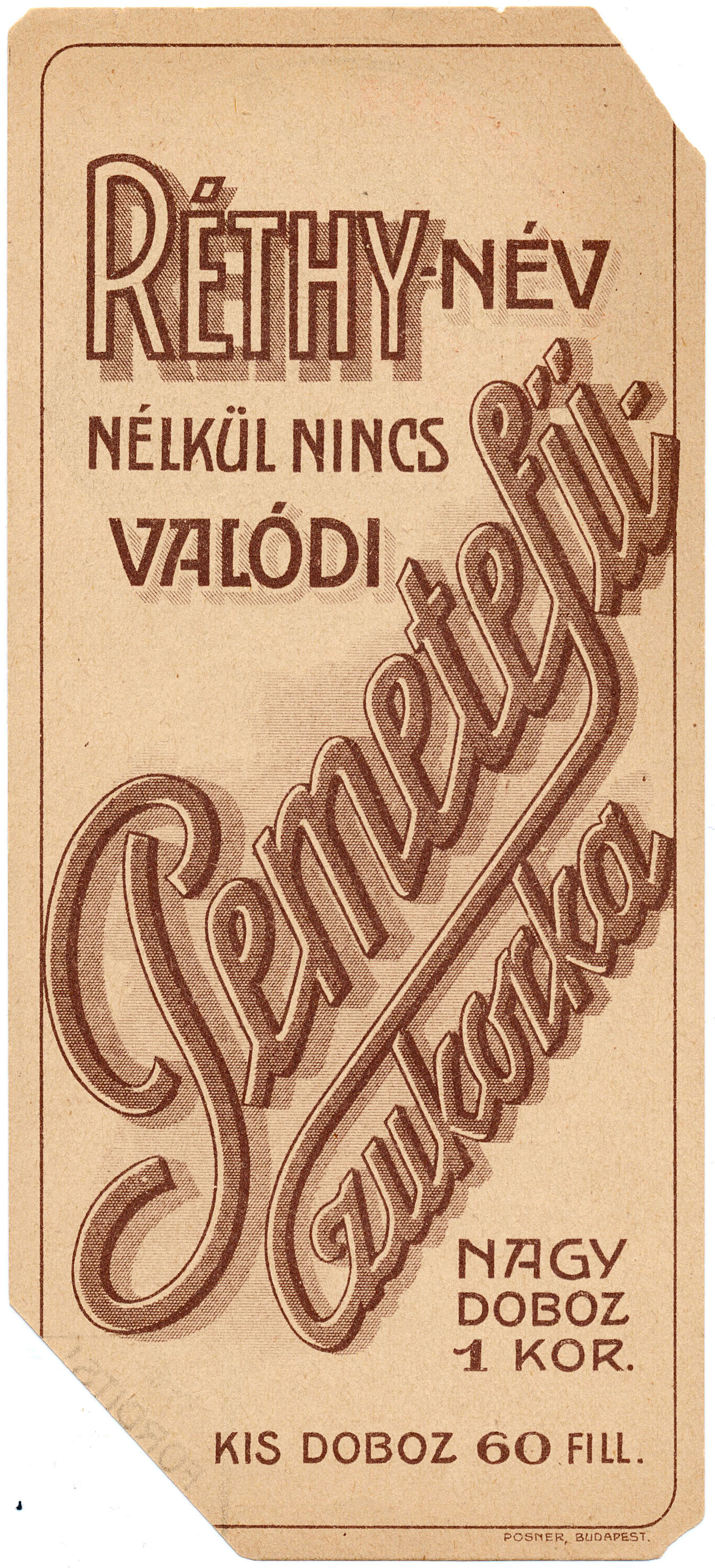
Réthy-féle pemetefű cukorka korabeli reklámon (1907)
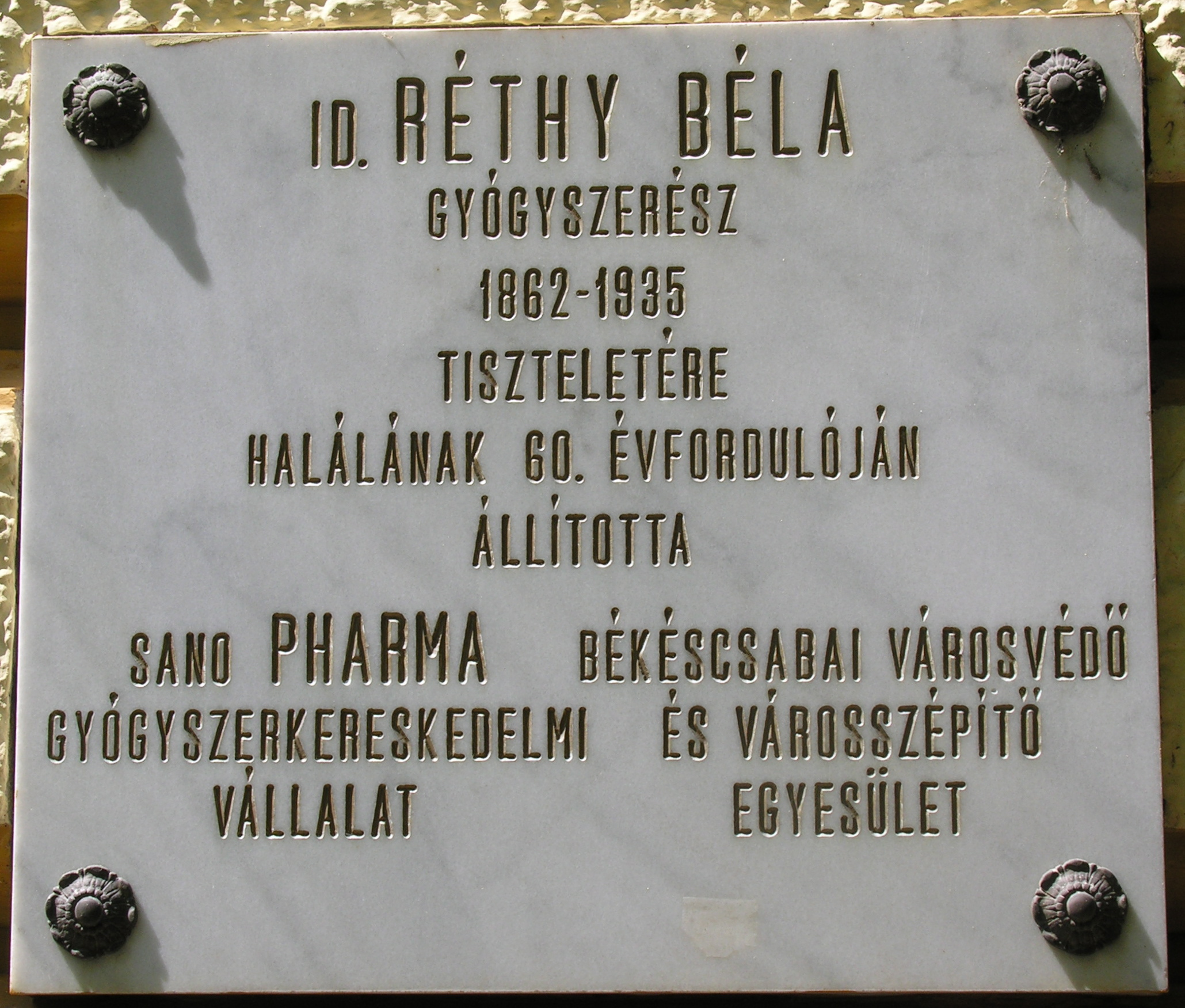
Réthy Béla gyógyszerész emléktáblája Békéscsabán (Szent István tér 6-8.)
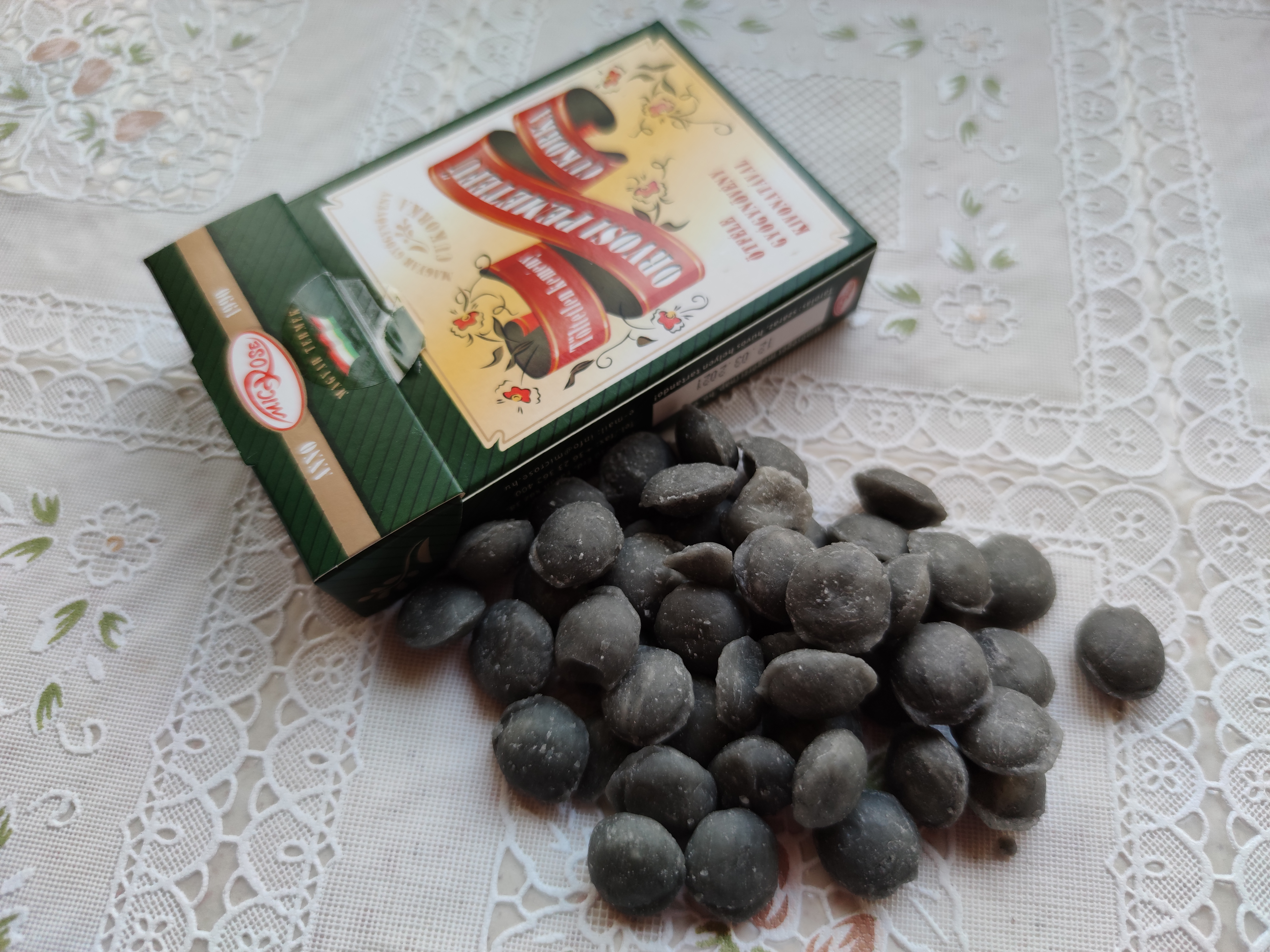
Orvosi pemetefű cukorka 2019-ben